# Sociedade da Virtude
Sociedade da Virtude (en español: Sociedad de la Virtud) es una serie web de animación brasileña al estilo de los cómics en movimiento lanzada en 2017 por Ian SBF y el ilustrador Thobias Daneluz. La serie satiriza el universo de los superhéroes con un humor ácido y una ardiente crítica social.
Los primeros bocetos de la serie se produjeron a finales de 2016, sin embargo, su lanzamiento se produjo en mayo de 2017. Durante la pandemia de COVID-19 la serie hizo una pausa, hasta el año 2023 con el debut del bloque de Adult Swim como canal en Brasil, y posteriormente en 2024 en otros países de América Latina estrenándose en el mismo canal.

## Argumento
Sociedade da Virtude se enfoca en distintos grupos de superhéroes con habilidades peculiares en la ciudad de Megalópolisville, muchos de los cuales son parodias de verdaderos superhéroes de cómics. El elenco incluye a los miembros de la Sociedad de la Virtud y R-Men, la enigmática Pantera Pelirroja y el oscuro Cuervo Urbano. Cada uno de ellos, con su propia personalidad y habilidades. 
Cada episodio de la serie transmite de cuatro a seís segmentos, que combina humor negro, críticas sociales y referencias a la cultura pop.

## Personajes
Sociedad de la Virtud
- Wilson / Big Bang (parodia de Superman)
- Jesse / Majestuosa (parodia de la Mujer Maravilla)
- Black Badness (parodia de Batman)
- Voltio (parodia de Flash)
- Arquero (parodia de Flecha Verde)
- Juan Marine (parodia de Aquaman)
- Lampyridae (parodia de Bumblebee)

R-Men
- Monóculo (parodia de Cíclope)
- Oso (parodia de Bestia)
- Vidrio (parodia de Coloso)
- Robert / Profesor R (parodia del Profesor X)
- Walter/ Querubín (parodia de Ángel)
- Carol Cárter (parodia de Jean Grey)

Grupo del Señor Platino
- Sr. Sanders / Señor Platino (parodia de Iron Man)
- Teniente Patriota	(parodia de Capitán América)
- Taranis (parodia de Thor)
- Frank M. Rogers / Trasto (parodia de Hulk)
- Katia / Mujer Pelirroja (parodia de Viuda Negra)

Los Gemelos Híper Poderosos
- Chaia (parodia de Jayna)
- Chan (parodia de Zan)

Otros personajes
- Roger / Pantera Pelirroja
- Central
- K
- Jonathan / Flaring Roach II
- Samantha
- Hombre misterioso
- Bernard
- Fredick «Dick»
- Bruce Williams / Cuervo Urbano
- Comisionado

## Episodios
| N.º | Título        | Fecha de emisión original | Audiencia (millones) |
| --- | ------------- | ------------------------- | -------------------- |
| 1   | «Episodio 1»  | 2017                      | —                    |
| 2   | «Episodio 2»  | 2017                      | —                    |
| 3   | «Episodio 3»  | 2017                      | —                    |
| 4   | «Episodio 4»  | 2017                      | —                    |
| 5   | «Episodio 5»  | 2017                      | —                    |
| 6   | «Episodio 6»  | 2017                      | —                    |
| 7   | «Episodio 7»  | 2017                      | —                    |
| 8   | «Episodio 8»  | 2017                      | —                    |
| 9   | «Episodio 9»  | 2017                      | —                    |
| 10  | «Episodio 10» | 2017                      | —                    |
| 11  | «Episodio 11» | 2017                      | —                    |
| 12  | «Episodio 12» | 2017                      | —                    |

## Historieta
En diciembre de 2018, durante la Comic Con Experience, se lanzó la primera edición impresa titulada Vigilante Noturno – Black, producida por los creadores de la serie animada, Ian SBF y Thobias Daneluz.